# Ionescuellum condei
Ionescuellum condei är en urinsektsart som först beskrevs av Josef Nosek 1965.  Ionescuellum condei ingår i släktet Ionescuellum och familjen Hesperentomidae. Inga underarter finns listade i Catalogue of Life.